# 陶栄町
陶栄町（とうえいちょう）は、愛知県瀬戸市祖母懐連区の町名。丁番を持たない単独町名である。

## 地理
- 瀬戸市の中央部に位置する[8]。西を西茨町・銀杏木町、北を西本町・東本町、東を秋葉町、南を東茨町と隣接している[8]。
- 住宅と陶磁器関係の中小工場が混在する[8]。

### 学区
市立小・中学校に通う場合、学区は以下の通りとなる。また、公立高等学校普通科に通う場合の学区は以下の通りとなる。
| 番・番地等 | 小学校                 | 中学校                 | 高等学校 |
| ---------- | ---------------------- | ---------------------- | -------- |
| 全域       | 瀬戸市立にじの丘小学校 | 瀬戸市立にじの丘中学校 | 尾張学区 |

## 歴史

### 沿革
- 1942年（昭和17年）1月9日 - 瀬戸市大字瀬戸字東茨・上ノ切の各一部により、同市陶栄町として成立[2]。

## 世帯数と人口
2024年（令和6年）1月1日現在の世帯数と人口は以下の通りである。
| 町丁   | 世帯数 | 人口  |
| ------ | ------ | ----- |
| 陶栄町 | 82世帯 | 135人 |

### 人口の変遷
国勢調査による人口の推移
| 1995年（平成7年）  | 225人 | [ 11 ] |  |
| 2000年（平成12年） | 201人 | [ 12 ] |  |
| 2005年（平成17年） | 204人 | [ 13 ] |  |
| 2010年（平成22年） | 166人 | [ 14 ] |  |
| 2015年（平成27年） | 153人 | [ 15 ] |  |
| 2020年（令和2年）  | 135人 | [ 16 ] |  |

### 世帯数の変遷
国勢調査による世帯数の推移。
| 1995年（平成7年）  | 106世帯 | [ 11 ] |  |
| 2000年（平成12年） | 111世帯 | [ 12 ] |  |
| 2005年（平成17年） | 116世帯 | [ 13 ] |  |
| 2010年（平成22年） | 96世帯  | [ 14 ] |  |
| 2015年（平成27年） | 91世帯  | [ 15 ] |  |
| 2020年（令和2年）  | 85世帯  | [ 16 ] |  |

## 交通

### 鉄道
町内に鉄道は走っていない。最寄り駅は名鉄瀬戸線尾張瀬戸駅になる。

### バス
名鉄バス「東山線」
- 【16】【16H】【17H】新瀬戸駅 - 瀬戸駅前 - 菱野団地（循環） - 瀬戸駅前 - 新瀬戸駅 系統
- 【18】瀬戸駅前 - 菱野団地 - 愛・地球博記念公園駅 系統

以上の4系統が走っているが、町内にバス停はない。最寄りのバス停は陶栄町バス停になる。
瀬戸市コミュニティバス「上之山線」
- 瀬戸駅前 - 宝ヶ丘町 - 山口駅 - サンヒル上之山 - 八草駅 系統が走っているが、町内にバス停はない。最寄りのバス停は西蔵所バス停になる。

### 道路
国道155号・国道248号（重複区間） ： 町の中央部を南北に通っている。
- 案内標識にある国道155号・248号表示（陶栄町内）

## 施設
- NTT西日本瀬戸陶栄ビル ： 瀬戸市全域をカバーしている。
- ギャラリーNOZU ： 180年前の古民家を移築再生した建物で、様々な催事や展示を楽しむことができる[17]。

- NTT西日本瀬戸陶栄ビル
- ギャラリーNOZU

## その他

### 日本郵便
- 郵便番号 : 489-0891[6]（集配局：瀬戸郵便局[18]）。